# Leïla Ben Ali
Pour les articles homonymes, voir Trabelsi et Ben Ali (homonymie).
Ne doit pas être confondu avec Leila Benali.
Leïla Ben Ali (arabe : ليلى بن علي), née Leïla Trabelsi (ليلى الطرابلسي) le 14 ou le 24 octobre 1956 à Tunis, est la seconde épouse de Zine el-Abidine Ben Ali, président de la République tunisienne de 1987 à 2011, et par conséquent Première dame de Tunisie, de son mariage le 26 mars 1992 au 14 janvier 2011.
Elle est à l'origine d'une généralisation de la corruption dans son pays, dont les principaux bénéficiaires sont les membres de sa propre famille, les Trabelsi, qualifiée selon les observateurs ainsi que par les services de l'ambassade américaine en Tunisie de « clan quasi-mafieux ». Ainsi, la fortune personnelle du couple Ben Ali, amassée pendant les 23 années de dictature et estimée à quelques milliards d'euros placés sur des comptes bancaires à l'étranger ou investis dans l'immobilier, serait essentiellement le résultat des détournements de fonds opérés durant cette période par le clan Ben Ali-Trabelsi. Cette situation est l'un des principaux éléments déclencheurs de la révolution qui renverse le régime en 2011. Comme son mari, elle part alors en exil en Arabie saoudite où elle réside toujours, même si elle fait l'objet d'un mandat d'arrêt international.

## Biographie

### Famille et jeunesse
Elle est la fille de Mohamed Trabelsi, dont la famille est originaire d'un village montagneux proche de Benghazi en Libye, et de Saïda Dherif ; son père travaille dans la médina de Tunis comme vendeur de fruits secs, d'épices et du nécessaire pour le hammam, les trousseaux de mariage et la circoncision, sa mère, surnommée Hajja Nana, est femme de ménage dans un hammam de la médina. Les informations concernant sa jeunesse et sa carrière professionnelle sont peu nombreuses et sont le fruit de rumeurs qui circulent sur elle. Ces rumeurs sont parfois mal intentionnés selon Sadri Khiari et elles véhiculent un « imaginaire sexiste » stéréotypé dans le « bouche-à-oreille populaire ». Leïla est issue d'une fratrie de dix ou onze enfants (dont ses sœurs Jalila, Nefissa et Samira) ainsi que de quatre autres enfants issus d'un mariage précédent de son père,,. Elle naît à Tunis, dans la médina, rue de la Carrière, impasse du Mortier, le 24 octobre 1956,, même si d'autres sources donnent la date du 14 octobre 1956 ou du 20 juillet 1957,. Selon Abdelaziz Barrouhi, Leïla Ben Ali préfère donner la date du 20 juillet, mais c'est bien le 14 octobre qui figure sur son état civil.
Elle grandit, selon le journaliste suisse Jean-Claude Péclet, dans un quartier pauvre de Tunis, situé à proximité de la rue du Pacha, au cœur de la médina,. La famille déménage à Khaznadar dans les années 1970, près du Bardo, dans la banlieue ouest de Tunis.

### Études et premier mariage
Selon sa biographie officielle sur le site de la présidence de la République, elle poursuit des études secondaires au lycée de jeunes filles de Montfleury à Tunis, pour ensuite effectuer des études supérieures à la faculté des lettres et des sciences humaines de Tunis d'où elle sort diplômée en lettres modernes. Selon le journaliste Khaled Nasri, elle aurait passé le baccalauréat par correspondance au début des années 2000 et aurait obtenu une maîtrise universitaire de droit de l'université de Toulouse également par correspondance.
Certaines sources indiquent aussi qu'elle a été coiffeuse place de Barcelone à Tunis après avoir obtenu le brevet. D'aucuns affirment qu'elle n'a jamais été coiffeuse. Ainsi, son ancien majordome, Lotfi Ben Chrouda, écrit qu'elle « fréquente un salon de coiffure tenu par une de ses amies, qui porte le même nom qu'elle : Leïla Trabelsi » et que « son amie coiffeuse sera à l'origine d'une confusion prêtant à Leïla Ben Ali un passé dans la coiffure ». Selon lui, elle « aurait travaillé comme secrétaire dans une entreprise de bâtiment, rue de Carthage à Tunis, pendant quatre ans ». Elle aurait aussi travaillé comme hôtesse de l'air sous le pseudonyme de Monia ou comme commerciale entre Tunis, Paris et Rome.
Réputée pour être une fêtarde aux mœurs légères (d'où son surnom de « Leïla gin » en référence à la boisson ou de « Leïla jean » en référence aux pantalons moulants qu'elle porte), ses rencontres déterminent son parcours : elle fait la connaissance à l'âge de 18 ans de celui qui va devenir son premier mari, Khelil Maaouia, alors patron de l'agence Avis sur la route de l'aéroport. Elle a également une liaison avec un industriel, Farid Mokhtar, beau-frère de Mohamed Mzali, mort des années plus tard à la suite d'un accident de la route jugé « mystérieux » par Jean-Claude Péclet, Mokhtar étant alors « pris dans une lutte de pouvoir contre le clan Ben Ali ». On lui suppose également d'autres amants tels que le PDG de Tunisair ou un haut responsable de la police.

### Première dame de Tunisie

#### Mariage et responsabilités associatives
Jean-Claude Péclet rapporte qu'elle aurait effectué « de petits trafics douaniers » pour lesquels il semble qu'elle ait été arrêtée. Elle fait, dans le salon de coiffure, la connaissance d'une hôtesse de l'air, Leïla Ben Amara, également propriétaire d'une usine de cuir, Farah Leather, qui lui présente Habib Ammar, ami de Zine el-Abidine Ben Ali, alors directeur général de la Sûreté nationale,, au milieu des années 1980. Elle devient sa maîtresse ; il l'aide à divorcer et à s'acheter un appartement pour elle et sa famille au numéro 1 de la rue Jerbi-Denden à Khaznadar. Elle divorce donc de son premier mari au bout de trois ans de mariage, dans les années 1980.
Le 16 janvier 1987, elle donne naissance à une première fille, Nesrine. Devenu président le 7 novembre de la même année, Ben Ali divorce de sa première épouse Naïma en 1988, puis se remarie le 26 mars 1992 avec Leïla qui lui donne une seconde fille, Halima, quatre mois plus tard.
Lors de l'élection présidentielle de 1999, elle participe activement à la campagne de son mari. Ses activités à la tête de l'association caritative Basma pour la promotion de l'emploi des handicapés, association qu'elle dirige à partir de sa fondation le 7 mars 2000, sont très médiatisées par le pouvoir tunisien. Ses prises de paroles se font alors plus fréquentes : présente à toutes les cérémonies officielles, elle lit parfois des discours à la place de son mari. Elle préside par exemple la 48e session du Congrès mondial des femmes chefs d'entreprise, qui se tient à Tunis le 5 octobre 2000. Par ailleurs, elle accompagne souvent son mari lors de ses visites officielles dans les pays étrangers. En 2003, elle effectue un pèlerinage à La Mecque accompagnée de ses deux filles.

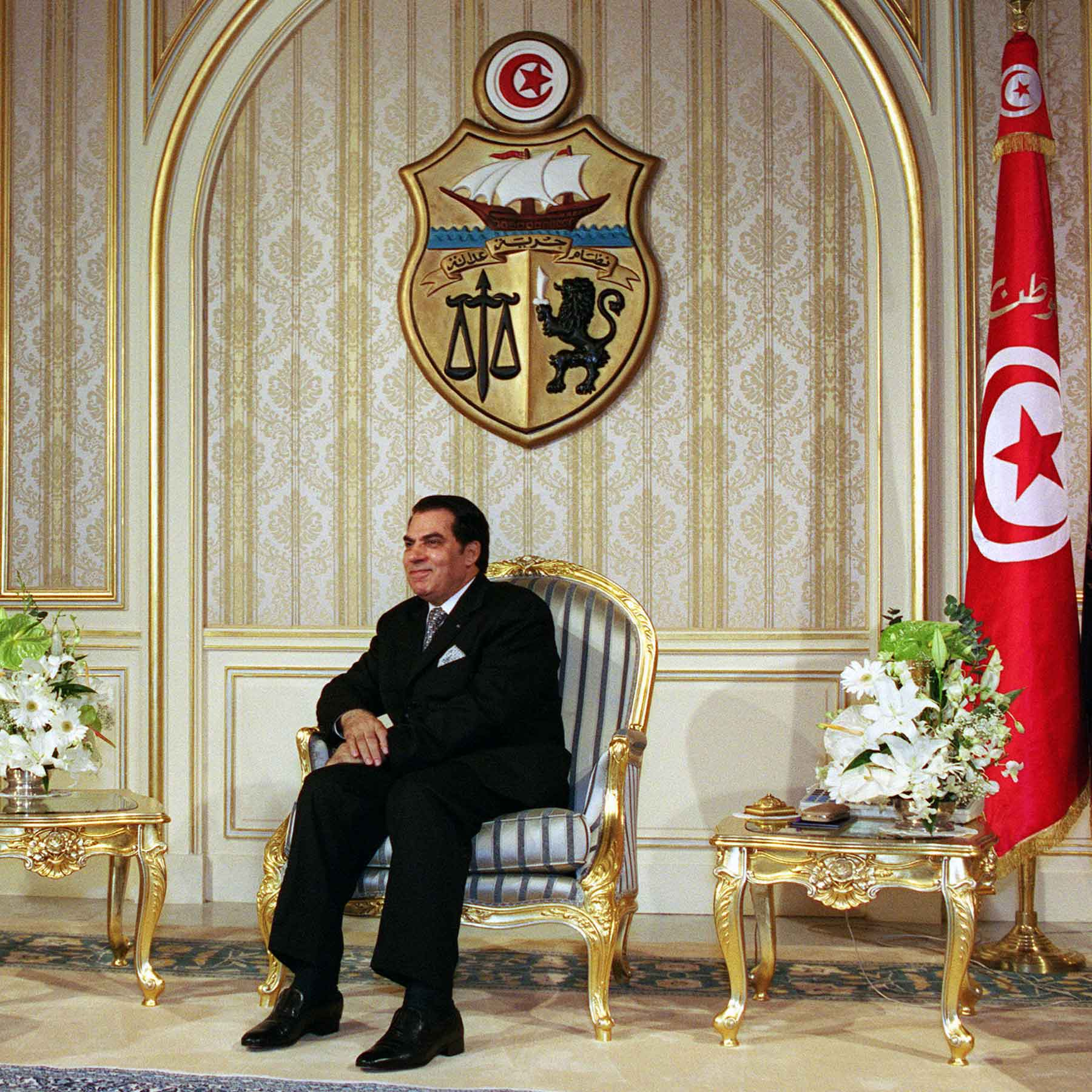
Zine el-Abidine Ben Ali au Palais présidentiel de Carthage, le 7 octobre 2000.

Elle est choisie « personnalité mondiale de la famille » pour l'année 2000 et reçoit en mai 2000 le Prix mondial de la famille. En août 2003, elle reçoit la Médaille d'or spéciale de l'Organisation arabe pour l'éducation, la culture et les sciences, « pour son rôle dans la promotion de la condition de la femme arabe ». Durant l'année 2003, elle est aussi choisie « personnalité de l'année », par la revue russe Le Monde de la femme, « pour sa contribution active à la promotion de la vie sociale et associative en Tunisie ». Elle participe notamment aux activités des associations SOS Gammarth ou Al Karama. En avril 2004, elle accompagne son mari à la Journée nationale des associations. La fondation italienne Ensemble pour la paix lui remet le prix Paix 2005 « pour son profond humanisme et son engagement en faveur des catégories vulnérables ». Le 12 août 2006, elle reçoit aussi le blason de l'Organisation mondiale des femmes chefs d'entreprise.
Le 20 février 2005, elle donne naissance, à 48 ans, à un fils prénommé Mohamed Zine el-Abidine. Selon Abdelaziz Barrouhi, le couple voulait un garçon et a profité d'une visite de travail aux États-Unis en 2004, pour se rendre en Californie, où existent des cliniques de fécondation in vitro qui permettent de choisir le sexe de son enfant. La même année, une loi est votée à l'unanimité des présents le 26 septembre à la Chambre des députés, convoquée en session extraordinaire, qui donne à vie une série de privilèges « dans les mêmes conditions que ceux accordés au président de la République en exercice » à Ben Ali et ses proches.

#### Affaire du lycée Pasteur de Tunis
Leïla Ben Ali serait à l'origine de la fermeture le 10 mai 2007 du lycée Louis-Pasteur de Tunis, un lycée privé francophone dirigé par Mohamed Bouebdelli,, opposant politique et fondateur de l'université libre de Tunis ayant précédemment écrit un livre très critique sur le régime. Elle aurait ainsi permis à son amie Souha Arafat, la veuve de l'ancien dirigeant palestinien Yasser Arafat, d'ouvrir un établissement privé international, l'École internationale de Carthage. Le terrain de l'école a été obtenu pour un dinar symbolique, voire gratuitement selon un mémo révélé en 2008 par WikiLeaks, tandis que la construction du bâtiment a bénéficié du financement du gouvernement tunisien à hauteur de 1,8 million ou trois millions de dinars selon les sources. Les parents d'élèves du lycée Pasteur, appartenant pour la plupart à la grande bourgeoisie tunisoise, rédigent en vain une pétition. Madeleine Bouebdelli, épouse de Mohamed Bouebdelli, a écrit une lettre au président français Nicolas Sarkozy en décembre de la même année où elle dénonce ce « népotisme » et cette atteinte à la francophonie, le lycée ayant travaillé en étroite collaboration avec l'Institut français de coopération. Cette affaire provoque un conflit entre Leïla Ben Ali et Souha Arafat. Selon Christophe Ayad, Leïla Ben Ali a fait expulser la veuve d'Arafat, sa mère Raymonda et sa fille, qui se sont installées à Malte.

#### Présence médiatique très importante avant la révolution
Le 9 février 2008 lui est remis la distinction « Compagnon de Melvin Jones » de l'association internationale Lions Clubs alors que, le 25 mars de la même année, elle reçoit le Blason d'or de l'Organisation de la femme arabe.
La mère de Leïla meurt le 21 avril 2008, ce qui la conduit à s'absenter pendant la visite d'État président français Nicolas Sarkozy. Il semble qu'elle ait demandé à Ben Ali de décréter un deuil national de trois jours, ce que ce dernier a refusé de faire.
Elle préside l'Organisation de la femme arabe (OFA) dès le 1er mars 2009 pour une période de deux ans. Lors du congrès de l'OFA, tenu à Abou Dabi du 11 au 13 novembre 2008, elle propose la création d'une Commission de la femme arabe pour le droit international humanitaire qui voit le jour le 1er février 2010, à l'occasion de la célébration de la Journée de la femme arabe. La proposition avait auparavant été adoptée lors de la quatrième réunion du Conseil supérieur de l'OFA tenue à Tunis le 25 juin 2009.
À l'occasion des élections présidentielles et législatives d'octobre 2009, l'opposition tunisienne et des journalistes étrangers comme Baudouin Loos (journaliste belge du Soir) perçoivent une exposition médiatique accrue de Leïla Ben Ali durant la campagne électorale : elle mène des meetings en soutien à la candidature de son mari pour une quatrième réélection et aurait occupé à cette occasion 14,12 % de l'espace consacré aux élections dans la presse tunisienne, devant l'ensemble de l'opposition,,. Loos considère cette situation comme l'amorce d'une possible volonté de celle-ci de succéder à son mari, en raison notamment de la santé du président parfois considérée comme chancelante, ou de favoriser ses proches comme Mohamed Sakhr El Materi, son gendre élu député du Rassemblement constitutionnel démocratique, le parti au pouvoir, à l'occasion de ces élections. La première dame chercherait dès lors à s'assurer la loyauté de l'entourage présidentiel : Abdelwahab Abdallah, ministre des Affaires étrangères, serait ainsi considéré comme son plus proche conseiller et elle serait décrite comme « plus puissante que n'importe quel ministre ».
Elle reçoit le 2 avril 2010, lors du treizième congrès de l'Union nationale de la femme tunisienne, l'écusson du Conseil libanais des femmes, remis par Aman Kabbara Chaarini, présidente de ce conseil. En mai 2010, elle est la seule personnalité tunisienne figurant parmi les « cinquante Arabes les plus influents en 2010 », classement résultant d'un sondage réalisé par le mensuel The Middle East, magazine édité par l'éditeur de presse londonien IC Publications, fondé et dirigé par le Tunisien Afif Ben Yedder ; elle a été choisie pour sa fonction de présidente de l'OFA. Par ailleurs, elle fonde en juillet 2010 l'association Saïda de lutte contre le cancer.

### Révolution et exil
À la suite de la révolution tunisienne qui renverse le régime, Leïla Ben Ali accompagne son mari en exil en Arabie saoudite le 14 janvier 2011. Ils sont logés dans un palais d'hôtes de la famille royale saoudienne.
L'ensemble de ses biens sont réquisitionnés par l'État et placés sous tutelle, tels que l'École internationale de Carthage. Le 21 février, le gouvernement tunisien demande, au niveau international, son extradition vers la Tunisie. L'association caritative Basma, qu'elle dirigeait, est placée sous administration judiciaire le 29 avril.
Son procès s'ouvre à Tunis le 20 juin 2011, sur des chefs d'accusation civils. Leïla Trabelsi et son mari sont condamnés à 35 ans de prison par contumace ainsi qu'à 45 millions d'euros d'amende pour détournement de fonds publics et malversations. Le 12 août, lors d'un second procès, elle est condamnée à six ans de prison pour complicité et possession illégale de devises.
Elle publie un livre aux Éditions du Moment intitulé Ma vérité, sorti en juin 2012. Elle y raconte sa version de ce qui s'est passé le 14 janvier 2011 et répond aux accusations portées contre elle et sa famille ; les réactions des libraires et des autorités sont contrastées,, notamment sur la question de sa distribution, en raison des doutes sur la crédibilité de son contenu ou de son véritable auteur. Elle demande par la suite « pardon » pour les fautes qu'elle aurait pu commettre, tout en se dédouanant de l'essentiel des accusations portées contre elle. Elle dit aussi souhaiter une justice équitable pour ses proches emprisonnés ou en instance de jugement et fustige la nouvelle Tunisie, fondée selon elle sur un « coup d'État militaire », ainsi que les chefs d'État qui ont lâché l'ancien régime,.

## Influence familiale
Selon Sadri Khiari, son ascension au sommet du pouvoir a permis à certains membres de sa famille de s'impliquer graduellement dans plusieurs secteurs de l'économie tunisienne. À l'instar de Wassila Bourguiba, elle se transforme en acteur politique de premier plan, certains observateurs croyant discerner son influence derrière certaines promotions comme celle d'Abdelwahab Abdallah, mari d'Alya Abdallah. Pour Jean-Pierre Séréni du Monde diplomatique, Leïla Ben Ali symbolise pour l'opinion publique la rapacité de la famille présidentielle, même si sa fortune reste difficile à estimer. Selon Abdelaziz Barrouhi, chaque frère et sœur de Leïla, ainsi que leurs enfants, recevaient chaque mois une enveloppe contenant entre 200 000 et 300 000 dinars.
Ainsi, son frère Belhassen Trabelsi est marié à l'une des filles de l'ancien patron des patrons Hédi Djilani, qui siège également au comité central du Rassemblement constitutionnel démocratique, le parti de Ben Ali. Alya Abdallah, son amie selon la journaliste Catherine Graciet, dirige la Banque de Tunisie dont Belhassen est membre du conseil d'administration. L'infirmière de formation Najet Trabelsi, sa cousine, est directrice de l'hôpital Kheireddine de Tunis et députée, même si pour une colistière de cette dernière, il s'agit là « vraiment [d']une coïncidence ». Par ailleurs, ses deux filles, Nesrine et Halima, se sont mariées à deux Tunisois issus d'une famille bourgeoise, la première Mohamed Sakhr El Materi et la seconde Mehdi Ben Gaied.

## Ouvrages et médias
En 2009 paraît La Régente de Carthage : Main basse sur la Tunisie de Nicolas Beau et Catherine Graciet. Leïla Ben Ali demande son interdiction au tribunal de grande instance de Paris mais se voit déboutée et condamnée à verser 1 500 euros à la maison d'édition La Découverte.
M6 diffuse, dans le cadre de son émission 66 minutes, le reportage Leïla Trabelsi-Ben Ali, la bête noire des Tunisiens. Dans ce reportage, on la compare à la Milady d'Alexandre Dumas. Parmi les autres reportages traitant le sujet, réalisés à la suite de la révolution de 2011, figure une série de reportages diffusée sur la Télévision tunisienne 1 et intitulée La chute du régime corrompu (سقوط دولة الفساد).

### Français
- Nicolas Beau et Catherine Graciet, La Régente de Carthage : Main basse sur la Tunisie, Paris, éd. La Découverte, 2009, 178 pages (lire en ligne)
- Lotfi Ben Chrouda et Isabelle Soares Boumalala, Dans l'ombre de la reine, Paris, éd. Michel Lafon, 2011
- Leïla Ben Ali, Ma vérité, Paris, éd. du Moment, 2012

### Arabe
- Rafif Sidaoui, Leïla Ben Ali et les aspirations de la femme arabe à la modernité (ليلى بن علي وتطلعات المرأة العربية إلى الحداثة), Beyrouth, éd. Dar El Mithak, 2010